# Lema de Schur
En matemáticas, el lema de Schur es una proposición elemental muy utilizada en la teoría de representaciones de grupos y álgebras. En el caso de grupos este dice que si M y N son dos representaciones irreducibles de dimensión finita de un grupo G y φ es un mapeo lineal de M a N que conmuta con la acción del grupo, entonces φ es invertible, o φ = 0. Un caso especial ocurre cuando M = N y φ es un automapeo. El lema lleva el nombre de Issai Schur, quien lo usó para probar las relaciones de ortogonalidad de Schur y desarrolló las bases de la teoría de representaciones de grupos finitos. El lema de Schur admite generalizaciones hacia los grupos de Lie y el álgebra de Lie.

## Formulación en el lenguaje de módulos
Si M y N son dos módulos simples sobre un anillo R, entonces cualquier homomorfismo f: M → N de R-módulos es invertible o cero. En particular, el anillo de endomorfismo de un módulo simple es un anillo de división.
La condición f es un homomorfismo del módulo significa que 
{\displaystyle f(rm)=rf(m)} para toda {\displaystyle m} en {\displaystyle M} y {\displaystyle r} en {\displaystyle R.}
La versión del grupo es un caso especial de la versión del módulo, ya que cualquier representación de un grupo G puede ser vista equivalentemente como un módulo sobre el anillo del grupo de G.
El lema de Schur se aplica frecuentemente en el siguiente caso particular. Supongamos que R es un álgebra sobre el campo C de los números complejos y M = N es un módulo simple de dimensión finita sobre R. Entonces el lema de Schur dice que el endomorfismo del módulo "M" es un anillo de división; este anillo de división contiene a C en su centro, es de dimensión finita sobre C y por lo tanto es igual a C. Así, el anillo de endomorfismo del módulo M es "tan pequeño como es posible". Más aún, este resultado se cumple para las álgebras sobre cualquier campo algebraicamente cerrado y para módulos simples que son a los más de dimensión numerable. Cuando el campo no es algebraicamente cerrado, el caso donde el anillo del endomorfismo es tan pequeño como es posible es de interés particular: Un módulo simple sobre la k-álgebra se dice ser absolutamente simple si su anillo de endomorfismismo es isomorfo a k. Esto es en general más fuerte que ser irreducible sobre el campo k, e implica que el módulo es irreducible siempre sobre la cerradura algebraica de k.

## Forma matricial
Si A, B son dos representaciones irreducibles de un grupo G y T es una matriz tal que {\displaystyle TA(g)=B(g)T} para cualquier elemento g del grupo G, entonces T es invertible o es la matriz nula.
El lema de Schur, en el caso especial de una sola representación, afirma lo siguiente. Si A es una matriz compleja de orden n que conmuta con todas las matrices de G entonces A es una matriz escalar. Como un corolario, cada representación compleja irreducible de un grupo Abeliano es unidimensional.

## Generalización a módulos no simples
La versión módulo del lema de Schur admite generalizaciones implicando módulos M que no son necesariamente simples. Ellos expresan relaciones entre las propiedades modulares de M y las propiedades del anillo de endomorfismo de M.
Un módulo se dice ser "fuertemente indescomponible" si anillo de endomorfismo es un anillo local. Para la clase importante de módulos de longitud finita, las siguientes propiedades son equivalentes (Lam, 2001, §19): 
- Un módulo M es indescomponible;
- M es fuertemente indescomponible;
- Cada endomorfismo de M es nilpotente o invertible.

En general, el lema de Schur no puede invertirse: existen módulos que no son simples, aún que su álgebra del endomorfismo sea un anillo de división. Tales módulos son necesariamente indescomponibles, y no pueden existir sobre anillos semi simples como el anillo del grupo complejo de un grupo finito. Sin embargo, sobre el anillo de los enteros, el módulo de los números racionales, tiene un anillo de endomorfismo que es el anillo de división, específicamente el campo de los números racionales. Aún para anillos de grupos, hay ejemplos cuando la característica del campo divide el orden del grupo: el radical de Jacobson de la cubierta proyectiva de la representación unidimensional del grupo alternante en cinco puntos sobre el campo en tres elementos tiene al campo con tres elementos como su anillo de endomorfismo.  